# Gaura
Gaura (syn. Stenosiphon) es un género de plantas con flores con seis especies perteneciente a la familia  Onagraceae. Son nativas de Norteamérica. Estudios genéticos recientes incluyen al género  Stenosiphon dentro de  Gaura, incrementando el número de especies a 22.
Son plantas herbáceas anuales bienales o perenne, la mayoría perennes con rizoma. Tiene una roseta basal de donde surgen las hojas con tallos erectos florales que alcanzan los 2 metros de altura, con profusión de hojas en la parte baja del tallo y sin hojas en la parte superior. Las flores tienen cuatro pétalos (raramente tres). El fruto es una nuez indehiscente que contiene semillas de color marrón. Se reproduce por semillas y también por rizomas.

## Especies
| - Gaura angustifolia - Gaura biennis - Gaura boquillensis - Gaura brachycarpa - Gaura calcicola - Gaura coccinea - Gaura demareei - Gaura drummondii - Gaura filipes - Gaura hexandra - Gaura lindheimeri | - Gaura linifolia (syn. Stenosiphon linifolius) - Gaura longiflora - Gaura macrocarpa - Gaura mckelveyae - Gaura parviflora (syn. G. mollis) - Gaura mutabilis - Gaura neomexicana - Gaura sinuata - Gaura suffulta - Gaura triangulata - Gaura villosa |